# Reinhard Zeiler
Reinhard Zeiler (* 24. November 1941 in Marienwerder; † 23. Februar 2023 in Mainz) war ein deutscher Eishockeyspieler, der unter anderem für Eintracht Frankfurt in der Bundesliga aktiv war.

## Karriere
Reinhard Zeiler hat das Eishockeyspielen bereits als Kind in seiner Heimatstadt Marienwerder erlernt. Im Jahr 1957 erhielt er gemeinsam mit seiner Mutter die Genehmigung zur Ausreise aus dem nun polnischen Gebiet. Daraufhin lebte er zehn Monate lang in einem Aussiedlerheim in Balve, wo er davon erfuhr, dass kanadische Truppen im benachbarten Deilinghofen eine Eisbahn angelegt hatten. Bei einem Besuch der Eisfläche wurde er von Bernd Jacob für den erst 1959 gegründeten EC Deilinghofen rekrutiert. Als Rechtsaußen spielte er in den folgenden Jahren in der Jugend-Mannschaft und feierte mit dem ECD 1961 die Westdeutsche Meisterschaft in ihrer Altersklasse.
Das Finalturnier um die Deutsche Jugend-Meisterschaft, bei dem der ECD den zweiten Platz belegte, fand anschließend in Frankfurt statt. Gemeinsam mit vier Teamkollegen wurde Zeiler daraufhin für zwei Nachwuchsländerspiele in der Schweiz nominiert. Seine Leistungen fielen zudem auch Vertretern des Zweitligisten Eintracht Frankfurt auf, die ihn von einem Wechsel überzeugen konnten. Da er jedoch vom ECD keine Freigabe erhalten hatte, verhängte der Verband eine Sperre von 18 Monaten. So debütierte er erst in der Saison 1963/64 für sein neues Team. Mit der Eintracht, bei der er vom Stürmer zum Verteidiger umfunktioniert wurde, stieg er in der Saison 1967/68 in die Bundesliga auf. Insgesamt drei Spielzeiten verbrachte er in der höchsten deutschen Spielklasse, blieb dem Verein anschließend aber auch nach dem Abstieg in die Zweitklassigkeit erhalten.
Im Jahr 1980 beendete er seine Karriere, stand in den folgenden Jahren aber wiederholt für unterschiedliche Teams im unterklassigen Bereich auf dem Eis.

## Erfolge und Auszeichnungen
- 1961 Westdeutscher Jugendmeister mit dem EC Deilinghofen
- 1968 Aufstieg in die Bundesliga mit Eintracht Frankfurt